# Meretz
Meretz (hébreu : מרצ, en français « Énergie ») était un parti politique israélien de la gauche, laïc et socialiste, fondé en 1992, membre de l’Internationale socialiste et observateur du Parti socialiste européen. Il était lié au mouvement Hashomer Hatzaïr et aux Kibboutzim Artzi.

## Histoire
Créé en 1992 en tant qu’alliance du Mapam, du Ratz et du Shinouï, il devient un parti en tant que tel en 1997 à la suite de la dissolution du Mapam, du Ratz, et du Shinouï en son sein (néanmoins le Shinouï fut refondé peu de temps après la fusion en tant que parti indépendant).
Le parti fusionne en décembre 2003 avec le parti Shahar de Yossi Beilin et « Choix démocratique » de Roman Bronfman pour former le nouveau parti Yachad (en hébreu : יח"ד qui signifie « Ensemble » mais est également l’acronyme de « Israël social démocratique » en hébreu). Le parti devient  Meretz-Yachad l'année suivante puis retrouve son nom initial en 2006.
Lors des élections législatives du 1er novembre 2022, le Meretz ne parvient pas à franchir pour la première fois le seuil nécessaire pour avoir une représentation à la Knesset et perd tous ses sièges.
La fusion de Meretz et de Avoda est annoncée le 30 juin 2024 puis validée le 12 juillet, le nouveau parti s'appelant « Les Démocrates » (hébreu : הדמוקרטים, Hademocratim), sous la direction de Yaïr Golan ancien député du Meretz et dernier leader de Avoda.

## Idéologie
Meretz était identifié comme sioniste,, socialiste, et laïc. Pour la politique israélienne, il défend les principes de la justice sociale et de l'écologie politique et lutte contre le démantèlement des systèmes de protections sociales.
Sur l'échiquier politique israélien, Meretz était le plus à gauche des partis politiques sionistes.
Le parti soutenait l’Initiative de Genève pour la paix signée Yossi Beilin. Il soutient le principe de « deux peuples, deux États » concernant le conflit israélo-palestinien,.

### Plateforme
Les positions les plus importantes de Meretz étaient :
- La paix entre Israéliens et Palestiniens basé sur la solution à deux États comme définie par l'initiative de Genève
- Le gel des colonies israéliennes des territoires occupés
- Défense des droits des l'Homme :
  - Lutte pour la protection des droits de l'homme dans les territoires occupés par Israël
  - Lutte pour les droits des minorités en Israël (tels que les Arabes israéliens et les travailleurs étrangers), la lutte contre la « discrimination systématique » et le soutien à la discrimination positive
  - Défense des droits des femmes et du féminisme
  - Défense des droits LGBT
- Lutte pour la justice sociale
  - Faire d'Israël un état-providence social-démocratique
  - Protection des droits des travailleurs et lutte contre leur exploitation (spécifiquement, mais non exclusivement, dans le cas des travailleurs étrangers et des immigrés)
- Séparation des instances religieuses et de l'État et liberté de culte
- Promotion d'une éducation libérale et laïque
- Garantie de la sécurité d'Israël
- Écologisme

## Personnalités du parti

### Présidents
- Shulamit Aloni (1992-1996)
- Yossi Sarid (1996-2003)
- Yossi Beilin (2004-2008)
- Haim Oron (2008-2012)
- Zehava Gal-On (2012-2018)
- Tamar Zandberg (2018-2019)[21]
- Nitzan Horowitz (2019-2022)
- Zehava Gal-On (2022)

### Députés à la24eKnesset (2021-2022)
- Nitzan Horowitz
- Tamar Zandberg
- Yaïr Golan
- Ghaida Rinawie Zoabi
- Issawi Frej
- Mossi Raz

## Résultats électoraux
| Année   | Chef de file    | %                                         | Rang                                      | Sièges   | Gouvernement                               |
| ------- | --------------- | ----------------------------------------- | ----------------------------------------- | -------- | ------------------------------------------ |
| 1992    | Shulamit Aloni  | 9,6                                       | 3e                                        | 12 / 120 | Rabin II (1992-1995), Peres II (1995-1996) |
| 1996    | Yossi Sarid     | 7,4                                       | 5e                                        | 9 / 120  | Opposition                                 |
| 1999    | Yossi Sarid     | 7,6                                       | 4e                                        | 10 / 120 | Barak (1999-2001), opposition (2001-2003)  |
| 2003    | Yossi Sarid     | 5,2                                       | 6e                                        | 6 / 120  | Opposition                                 |
| 2006    | Yossi Beilin    | 3,8                                       | 9e                                        | 5 / 120  | Opposition                                 |
| 2009    | Haim Oron       | 3,0                                       | 10e                                       | 3 / 120  | Opposition                                 |
| 2013    | Zehava Gal-On   | 4,5                                       | 8e                                        | 6 / 120  | Opposition                                 |
| 2015    | Zehava Gal-On   | 3,9                                       | 10e                                       | 5 / 120  | Opposition                                 |
| 04/2019 | Tamar Zandberg  | 3,6                                       | 9e                                        | 4 / 120  | Pas de gouvernement                        |
| 09/2019 | Nitzan Horowitz | Au sein de l'Union démocratique           | Au sein de l'Union démocratique           | 3 / 120  | Pas de gouvernement                        |
| 2020    | Nitzan Horowitz | Associé au Parti travailliste et à Gesher | Associé au Parti travailliste et à Gesher | 3 / 120  | Opposition                                 |
| 2021    | Nitzan Horowitz | 4,6                                       | 12e                                       | 6 / 120  | Bennett-Lapid                              |
| 2022    | Zehava Gal-On   | 3,2                                       | 11e                                       | 0 / 120  | Extra-parlementaire                        |

## Anecdote
Au moment de choisir le nouveau nom en 2003, les dirigeants avaient d’abord opté pour Yaad signifiant « but » en hébreu. Or du fait de la quasi homophonie avec le vocable « poison » en russe (Яд), langue alors de 20 % de la population, cette idée fut abandonnée au profit de "Yachad" (signifiant « ensemble »). Ce nouveau nom fut lui même abandonné en 2006.